# دنباله‌دار فراخورشیدی

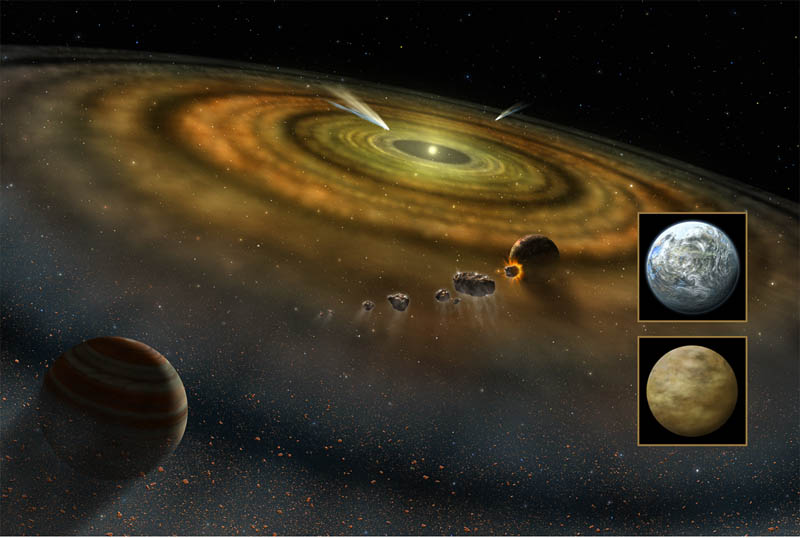
دنباله‌دارهای فراخورشیدی فرایند زایش ستارگان در اطراف بتا پیکتوریس یک ستارهٔ بسیار جان ستاره رشته اصلی گونه A (ناسا; نگارهٔ تصوری هنری).

یک دنباله‌دار فراخورشیدی یا اگزوکامت (به انگلیسی: exocomet, یا extrasolar comet)، دنباله‌داری خارج از سامانه ی خورشیدی است که شامل دنباله‌دارهای بین ستاره‌ای و آنهایی که در مدار ستارگان دیگر غیر از خورشید قرار دارند است. نخستین دنباله‌دارهای فراخورشیدی در سال ۱۹۸۷ کشف شدند در اطراف بتا پیکتوریس، یک ستارهٔ اصلی بسیار جوان نوع A. در حال حاضر مجموعاً ۱۱ ستاره وجود دارد که در اطراف آن‌ها دنباله‌دارهای فراخورشیدی رصد شده‌اند یا مشکوک به داشتن دنباله‌دار فراخورشیدی هسند.
همهٔ منظومه‌های دارای دنباله‌دار فراخورشیدیِ کشف‌شده (بتا سه‌پایه، اچ‌دی ۲۵۶، ۵۱ مارافسای، اچ‌آر ۲۱۷۴ نهنگ ۴۹ در صورت فلکی نهنگ، HD 21620, HD 42111, HD 110411، و اخیراً اچ‌دی ۱۷۲۵۵۵) در اطراف ستارگان بسیار جوان A قرار دارند.